# Langwies (Gemeinde Bad Vigaun)
Langwies ist eine kleine Rotte in der Ortsgemeinde Bad Vigaun, welche im Bezirk Hallein in Salzburg liegt.

## Geographische Lage
Langwies liegt im Salzachtal und erstreckt sich von der Gemeindegrenze zu Hallein bis zur Salzburg-Tiroler-Bahn (ehemals Giselabahn). Eine kleine Gemeindestraße in diesem Gebiet verbindet den Ort mit der Salzachtal Bundesstraße (B159). Die Salzburg-Tiroler-Bahn wurde ehemals vom Bahnübergang Langwies der Salzachtal Bundesstraße gequert, welcher im Zuge der Umbaumaßnahmen im Bereich des Bahnhofs Bad Vigaun von 2013 bis 2014 durch eine Umfahrung, die als Brücke über die Bahnstrecke ausgeführt worden war, ersetzt wurde.

### Haltestelle Bad Vigaun

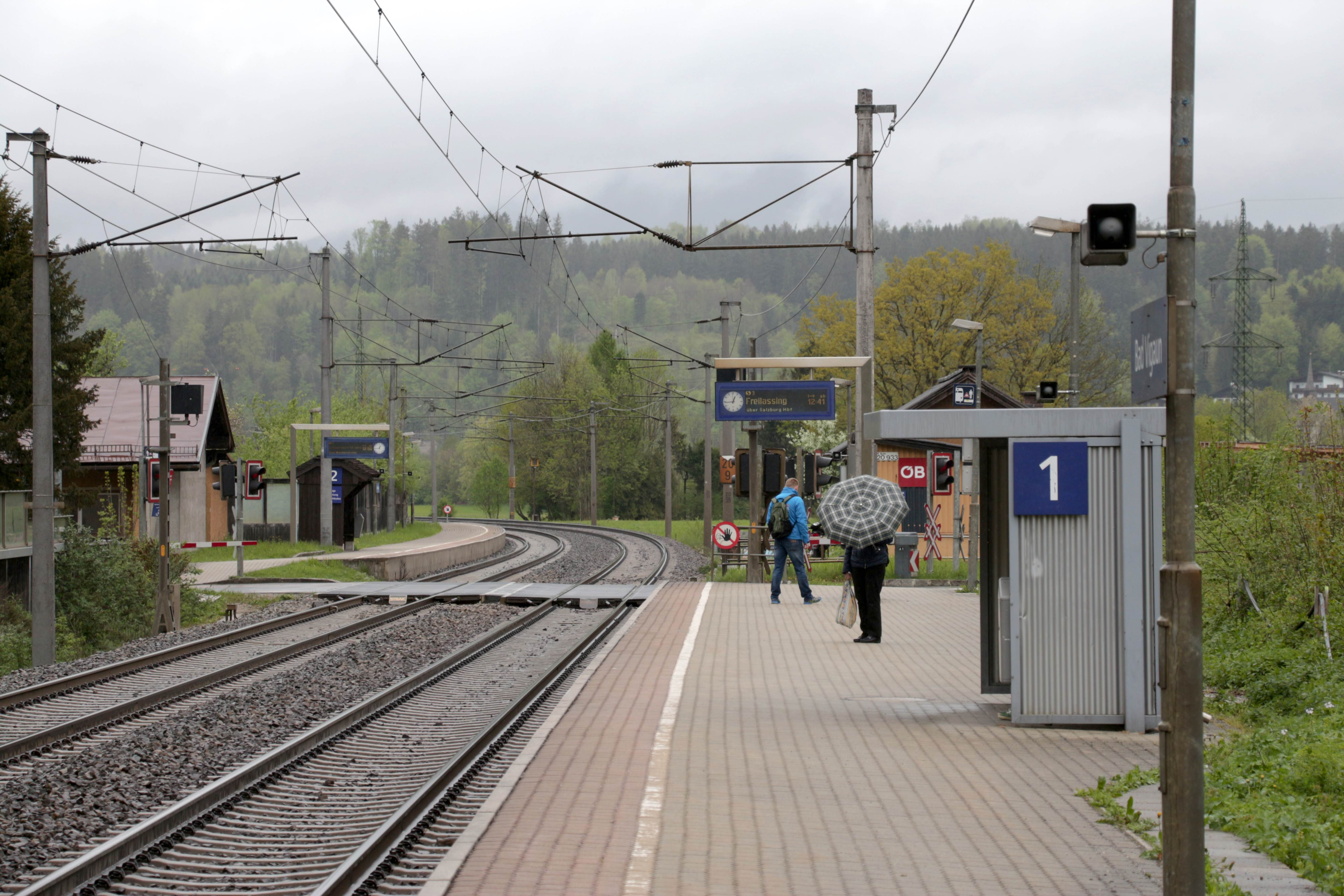
Die Haltestelle Bad Vigaun vor den Umbaumaßnahmen der ÖBB.

Die Haltestelle Bad Vigaun an der Salzburg-Tiroler-Bahn ist mit Aufzugsanlagen, Fahrgastinformationssysteme, Fahrkartenautomat und Glas-Wartekojen ausgestattet. Eine Rad- und Fußgeher-Unterführung macht die Station querbar.
Bei der Busstation am Bahnhofsvorplatz verkehren Autobus-Linien Richtung Sankt Koloman, Hallein und Golling, welche Anschlüsse an die werktags halbstündlich verkehrende S3 Richtung Freilassing bzw. Bad Reichenhall über Salzburg und Golling-Abtenau bzw. Schwarzach-St. Veit darstellen.

## Geschichte und Namensgebung
Der Langwieswirt wurde im Jahre 1357 vom Jagdhaus zum Gasthaus umfunktioniert. Nach dieser Anderüng wurde das Wirtshaus nach dem ersten Besitzer, Leopoldus de Langwiesen, benannt. Das später entstandene, kleine Wohngebiet wurde daraufhin nach dem Gasthaus bezeichnet.